# Kap Jones
Das Kap Jones bildet die Südspitze der Daniell-Halbinsel an der Borchgrevink-Küste des ostantarktischen Viktorialands. Es liegt unmittelbar südöstlich des Mount Lubbock und bildet die östliche Begrenzung der nördlichen Einfahrt vom Rossmeer in die Glacier Strait.
Der britische Polarforscher James Clark Ross entdeckte es im Januar 1841 bei seiner Antarktisexpedition (1839–1843). Ross benannte das Kap nach Kapitän William Jones (<1805–1846) von der Royal Navy.